# Манассас (Вірджинія)
Манассас (англ. Manassas) — незалежне місто в США,  в штаті Вірджинія. Населення — 42 772 особи (2020).

## Географія
Манассас розташований за координатами 38°44′51″ пн. ш. 77°29′5″ зх. д. / 38.74750° пн. ш. 77.48472° зх. д. ( 38.747561, -77.484727).  За даними Бюро перепису населення США в 2010 році місто мало площу 25,74 км², з яких 25,59 км² — суходіл та 0,15 км² — водойми.

## Демографія
Згідно з переписом 2010 року, у місті мешкала 37 821 особа в 12 527 домогосподарствах у складі 8895 родин. Густота населення становила 1469 осіб/км².  Було 13123 помешкання (510/км²). 
Расовий склад населення:
| - 61,7 % — білих - 13,7 % — чорних або афроамериканців - 5,0 % — азіатів - 0,6 % — корінних американців - 0,1 % — вихідців з тихоокеанських островів - 14,6 % — осіб інших рас |

До двох чи більше рас належало 4,3 %. Іспаномовні складали 31,4 % від усіх жителів.
За віковим діапазоном населення розподілялося таким чином: 28,4 % — особи молодші 18 років, 64,7 % — особи у віці 18—64 років, 6,9 % — особи у віці 65 років та старші. Медіана віку мешканця становила 32,1 року. На 100 осіб жіночої статі у місті припадало 100,6 чоловіків;  на 100 жінок у віці від 18 років та старших — 97,8 чоловіків також старших 18 років.
Середній дохід на одне домашнє господарство  становив 90 180 доларів США (медіана — 72 890), а середній дохід на одну сім'ю — 98 320 доларів (медіана — 78 304). Медіана доходів становила 47 908 доларів для чоловіків та 39 324 долари для жінок. За межею бідності перебувало 9,7 % осіб, у тому числі 14,0 % дітей у віці до 18 років та 7,7 % осіб у віці 65 років та старших.
Цивільне працевлаштоване населення становило 21 549 осіб. Основні галузі зайнятості: освіта, охорона здоров'я та соціальна допомога — 18,1 %, науковці, спеціалісти, менеджери — 15,0 %, роздрібна торгівля — 13,9 %.